# The Ultimate Aural Orgasm
The Ultimate Aural Orgasm er Scooters tolvte studiealbum, udgivet i 2007 af Sheffield Tunes i Tyskland. To singler blev frigivet fra det: "Behind The Cow" og "Lass Uns Tanzen". Dette er det første album udgivet med nyt medlem Michael Simon. Det er kunst er en hyldest til 1987 album Music for the Masses ved Depeche Mode.

## Spor
1. "Horny in Jericho" - 2:50
2. "Behind the Cow" (featuring Fatman Scoop) - 3:36
3. "Does the Fish Have Chips?" - 3:25
4. "The United Vibe" - 3:48
5. "Lass Uns Tanzen" - 4:27
6. "U.F.O. Phenomena" - 5:04
7. "Ratty's Revenge" - 4:49
8. "The Shit That Killed Elvis" (featuring Jimmy Pop and Bam Margera) - 3:55
9. "Imaginary Battle" - 3:57
10. "Scarborough Affair" - 4:26
11. "East Sands Anthem" - 4:13
12. "Love Is an Ocean" - 5:45
13. "Firth of Clyde" - 4:57 bonus track, only for iTunes customers

### 20 Years of Hardcore bonusindhold
1. "Behind the Cow" (Spencer & Hill Bigroom Mix)
2. "Behind the Cow" (Spencer & Hill Dub Radio Edit)
3. "Taj Mahal"
4. "Lass Uns Tanzen" (Radio Edit)
5. "Lass Uns Tanzen" (Alternative Club Mix)
6. "Lass Uns Tanzen" (DJ Zany Remix)
7. "Lass Uns Tanzen" (Hardwell & Greatski Late At Night Remix
8. "Lass Uns Tanzen" (Tom Novy's New HP Invent Mix)
9. "Te Quiero"

## Luksusudgave
Deluxe udgaven af albummet kommer med en anden cd med følgende track notering. Denne version blev udgivet som standard i Australien som 2 x CD Tour Edition.
1. "Aiii Shot the DJ" (Missing Live Track)
2. "Am Fenster" (Missing Live Track)
3. "Trance Atlantic" (Special Live Version)
4. "Fire" (Full Length Live Version)
5. "Apache" (Flip & Fill UK Mix)
6. "Behind the Cow" (3 AM Mix)

- "Behind the Cow" Making of Video
- "Behind the Cow" Video
- Photos
- Band Interview
- 2-sided poster

## Chart Positioner
| Titel                       | Chart-Positioner | Chart-Positioner | Chart-Positioner | Chart-Positioner | Chart-Positioner | Chart-Positioner | Chart-Positioner | Chart-Positioner | Chart-Positioner |
| Titel                       | Tyskland         | Ungarn           | Sverige          | Østrig           | Schweiz          | Danmark          | Tjekkisk         | Polen            | Finland          |
| --------------------------- | ---------------- | ---------------- | ---------------- | ---------------- | ---------------- | ---------------- | ---------------- | ---------------- | ---------------- |
| "The Ultimate Aural Orgasm" | 6                | 28               | 30               | 17               | 66               | 23               | 28               | 35               | 25               |